# Extince
Extince (né en 1967 à Oosterhout) est un rappeur néerlandais. 

## Biographie
Peter Kops est né à Oosterhout, aux Pays-Bas. L'une de ses plus grandes influences musicales dans son enfance est Creedence Clearwater Revival. Peter Kops, sous son nom d'Extince, est l'un des premiers rappeurs néerlandophones, à avoir obtenu un succès dans le top 40 des hit-parades néerlandais. Son morceau Spraakwater se hisse dans le top 10 et constitue une percée historique pour le rap et le hip-hop néerlandais, plus encore que pour l'artiste lui-même.
Son premier morceau à succès, The Milkshake Rap, est écrit entièrement en anglais. Sa première chanson en néerlandais, Spraakwater, connait un succès immédiat dès sa sortie en 1995. Elle contient des extraits de la célèbre série télévisée néerlandaise pour enfants De Fabeltjeskrant. Un autre groupe de hip-hop néerlandais important, Osdorp Posse, enregistre une parodie de Spraakwater intitulée Braakwater.
Le deuxième succès d'Extince est Kaal of Kamme, sorti en 1996 en réponse à Braakwater. Son premier album, Binnenlandse Funk, sort en 1998. Il reste deux mois dans le Top 40 néerlandais et atteint la douzième place à son apogée. L'un des morceaux les plus populaires de cet album est Viervoeters.
Extince sort un deuxième album, Vitamine E, en 2001. Le morceau le plus populaire est Grootheidswaan. En janvier 2004, il sort un troisième album, 2e jeugd. En 2007, il sort l'album Toch ?.

## Discographie notable

### Albums studio
- 1998 : Binnenlandse Funk
- 2001 : Vitamine E
- 2003 : 2e Jeugd
- 2015 : Toch?
- 2015 : X
- 2019 : KERMIS
- 2020 : Spraakwater 25

### EP
- 2006 : Extra Avonturen

### Mixtape
- 2012 : De Winnaar Houdt Aan

### Compilation
- 2005 : De Avonturen van de Exter-O-Naldus